# Periódicos de Hungría

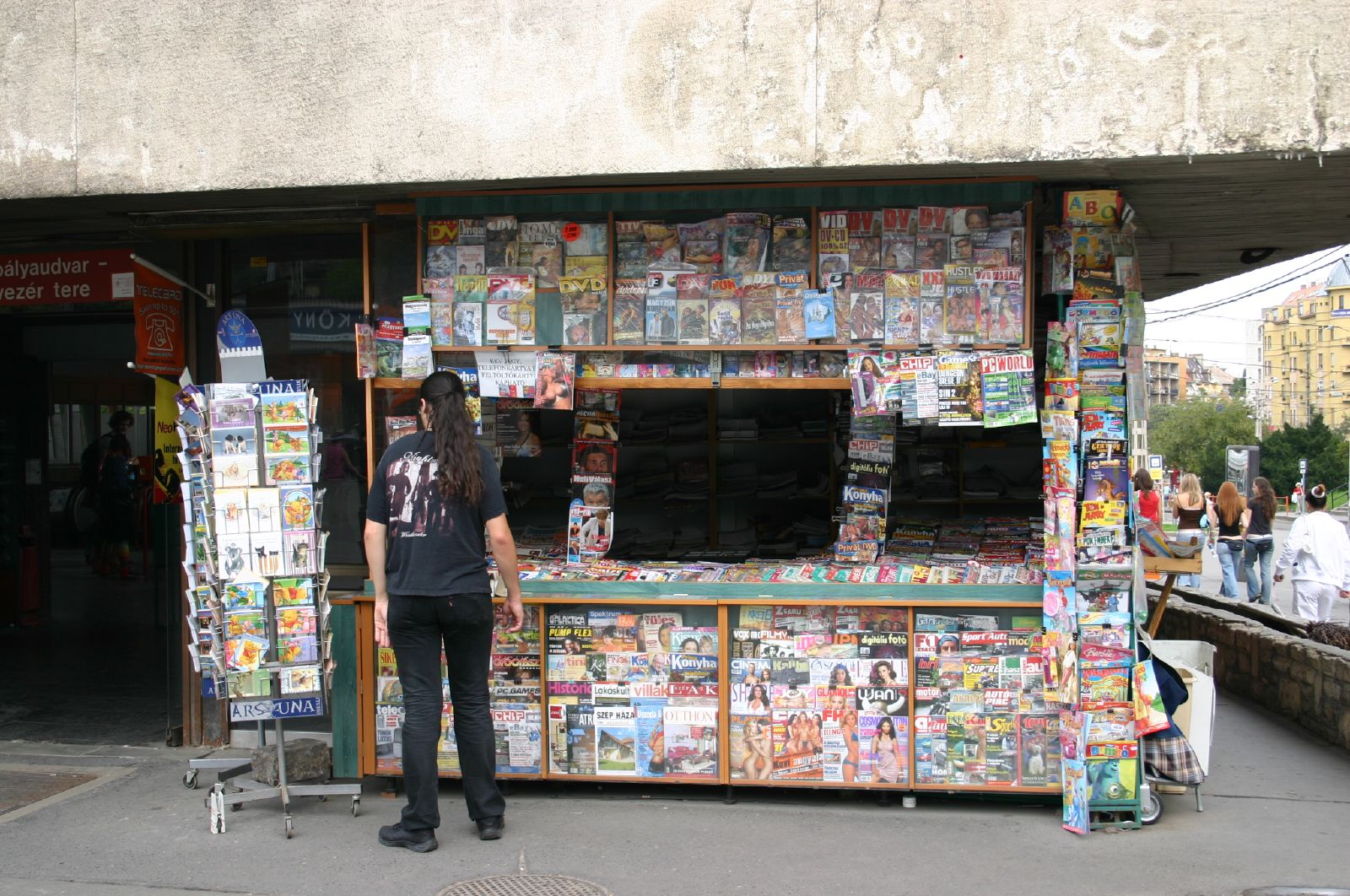
Kiosco de prensa en Budapest.

La siguiente es una lista recopilada de periódicos que se publican en Hungría.

## Periódicos

### Diarios en húngaro
- Magyar Hírlap
- Metropol (edición en húngaro)
- Napi Gazdaság
- Nemzeti Sport
- Népszava
- Reggel
- Világgazdaság
- Blikk
- Vas Népe

### Semanrios en húngaro
- 168 Óra
- A Szabadság
- Élet és Irodalom
- Figyelő
- Hetek
- Heti Válasz
- HVG (Heti Világgazdaság)
- Képes Sport
- King (newspaper) (Közélet, Ingatlan, Gazdaság)
- Magyar Demokrata
- Magyar Fórum
- Magyar Jelen
- Magyar Narancs
- Reform
- Szabad Föld
- Tallózó
- Vasárnapi Hírek
- Zöld Újság

### Semanarios en inglés
- Budapest Times
- Budapest Business Journal (also known as the BBJ)

### Tabloides
- Best
- Blikk
- Nők Lapja
- Story
- Bors

### Juveniles
- Bravo
- POPCORN (música)

### En línea
- Index.hu
- Origo
- Stop.hu
- hvg.hu
- Magyar Nemzet Online
- Népszabadság Online
- Hírkereső
- Kuruc.info

## Otras publicaciones

### Ciencia
- Élet és Tudomány
- 3.évezred

### Deporte
- Képes Sport
- Nemzeti Sport

### Criminal
- Zsaru

### Empleo
- Állás és Karrier

### Entretenimiento
- IgenHír
- Exit
- Pesti Est
- Pesti Műsor

## Periódicos desaparecidos
- Magyar Nemzet
- Népszabadság
- Telefon Hírmondó, el periódico telefónico más antiguo